# 蟠龙镇 (重庆市)
蟠龙镇，是中华人民共和国重庆市梁平区下辖的一个乡镇级行政单位。

## 行政区划
蟠龙镇下辖以下地区：
青垭村、五星村、老林村、平安村、巨水村、新店村、银河村、户槽村、蟠龙村和义和村。